# Justina Vitkauskaitė Bernard
Justina Vitkauskaitė Bernard (* 11. Januar 1978 in Kretinga) ist eine litauische Politikerin der Darbo Partija.

## Leben
Vitkauskaitė besuchte von 1988 bis 1992 die Schule für Musik und Kunst in Kretinga. 1998 absolvierte sie das Bachelorstudium der Journalistik und Kommunikation und 2000 das Bachelorstudium der Philosophie an der Vilniaus universitetas, 2002 das Masterstudium der Verwaltung an der Lietuvos teisės universitetas. Von 2000 bis 2002 war sie Referentin des Seimas-Präsidenten. Von 2002 bis 2004 arbeitete sie bei Lietuvos verslo darbdavių konfederacija. Von 2004 bis 2012 war sie Gehilfe im Europaparlament.
Am 21. November 2012 ist Vitkauskaitė in das Europäische Parlament nachgerückt (statt Viktor Uspaskich).